# Serie B 1999-2000 (pallamano maschile)
La Serie B 1999-2000 è stata la 28ª edizione del torneo di terzo livello del campionato italiano di pallamano maschile.

Esso venne organizzato dalla Federazione Italiana Giuoco Handball.

La competizione è iniziata il 30 ottobre 1999 e si è conclusa il 15 aprile 2000.

## Formula del torneo
- Fase regolare: furono disputati tre gironi composti da 12 squadre e uno da 10 con la formula del girone unico all'italiana con partite di andata e ritorno.
- Promozioni: la prima squadra classificata di ciascun girone al termine del torneo fu promossa in serie A2 nella stagione successiva.
- Play off promozione: le seconde classificate nei quattro gironi disputarono i play off promozione in turno unico con la formula dell'eliminazione diretta: le vincenti furono promosse in serie A2 nella stagione successiva.
- Retrocessioni: le squadre classificate dal 9º al 12º (dal 9º al 10º posto nel girone C) posto al termine del torneo furono retrocesse in serie C nella stagione successiva.

## Girone A

### Squadre partecipanti
| Club                       | Città                | Palasport               | Sponsor          | Stagione 1998-1999                                               |
| -------------------------- | -------------------- | ----------------------- | ---------------- | ---------------------------------------------------------------- |
| Eppan                      | Appiano (BZ)         | Palestra Raiffeisen     | Miele            | 1ª in Serie C - Girone A Veneto, Trentino-Alto Adige e Friuli    |
| Cassano Magnago            | Cassano Magnago (VA) | Pala Tacca              |                  | 1ª in Serie C - Girone Lombardia                                 |
| Cellini Padova (Squadra B) | Padova               | PalaFabris              | Tivigest Vacanze | 2ª in Serie C - Girone Veneto (Ripescato)                        |
| CUS Venezia                | Venezia              | Palestra Dorsoduro      |                  | 8ª in Serie B - Girone A                                         |
| CUS Udine                  | Udine                | PalaCarnera             |                  | 3ª in Serie B - Girone A                                         |
| Gridirion                  | Conegliano (TV)      | Palasport di Conegliano | Italsave         | 1ª in Serie C - Girone B Veneto, Trentino-Alto Adige e Friuli    |
| Pressano                   | Lavis (TN)           | Pala Lavis              |                  | 2ª in Serie C - Girone B Veneto, Trentino-Alto Adige (Ripescato) |
| Malo                       | Malo (VI)            | Palasport di Malo       |                  | 5ª in Serie B - Girone A                                         |
| Pallamano Buccinasco       | Buccinasco (MI)      | Palestra di via Liguria |                  | 2ª in Serie C - Girone Lombardia (Ripescato)                     |
| Città Giardino             | Torino               | PalaRuffini             |                  | 1ª in Serie C - Poule Promozione Girone B                        |
| Vicenza                    | Vicenza              | Pala Laghetto           |                  | 7ª in Serie B - Girone A                                         |
| Black Devils (Squadra B)   | Merano (BZ)          | Centro Carlo Wolf       |                  | 9ª in Serie B - Girone A (Ripescato)                             |

### Risultati
| 30-10-1999 | 1ª/12ª giornata             | 5-2-2000 |
| ---------- | --------------------------- | -------- |
| 17-15      | Pressano - Cassano Magnago  | 17-23    |
| 28-23      | Città Giardino - Conegliano | 30-29    |
| 22-22      | Buccinasco - Vicenza        | 21-23    |
| 24-18      | Malo - Merano               | 22-23    |
| 23-17      | Udine - Padova              | 20-23    |
| 21-18      | Venezia - Eppan             | 16-14    |

| 20-11-1999 | 4ª/15ª giornata          | 26-2-2000 |
| ---------- | ------------------------ | --------- |
| 31-24      | Malo - Città Giardino    | 32-25     |
| 21-22      | Conegliano - Venezia     | 24-26     |
| 21-21      | Eppan - Buccinasco       | 23-20     |
| 21-19      | Vicenza - Pressano       | 28-15     |
| 25-22      | Merano - Udine           | 13-28     |
| 23-25      | Padova - Cassano Magnago | 19-22     |

| 11-12-1999 | 7ª/18ª giornata             | 18-3-2000 |
| ---------- | --------------------------- | --------- |
| 24-19      | Pressano - Udine            | 21-22     |
| 23-17      | Città Giardino - Buccinasco | 23-21     |
| 21-27      | Venezia - Malo              | 19-26     |
| 21-22      | Merano - Padova             | 1829      |
| 25-19      | Cassano Magnago - Vicenza   | 20-24     |
| 22-19      | Conegliano - Eppan          | 16-25     |

| 15-1-2000 | 10ª/21ª giornata                 | 8-4-2000 |
| --------- | -------------------------------- | -------- |
| 19-24     | Pressano - Venezia               | 31-35    |
| 20-18     | Città Giardino - Cassano Magnago | 21-22    |
| 28-21     | Udine - Conegliano               | 24-27    |
| 25-28     | Vicenza - Padova                 | 18-23    |
| 26-26     | Buccinasco - Merano              | 25-37    |
| 25-22     | Malo - Eppan                     | 22-24    |

| 6-11-1999 | 2ª/13ª giornata           | 12-2-2000 |
| --------- | ------------------------- | --------- |
| 19-16     | Cassano Magnago - Venezia | 22-27     |
| 17-19     | Conegliano - Pressano     | 25-17     |
| 22-27     | Vicenza - Malo            | 26-23     |
| 23-12     | Padova - Buccinasco       | 29-22     |
| 20-18     | Eppan - Udine             | 18-29     |
| 30-26     | Merano - Città Giardino   | 29-30     |

| 27-11-1999 | 5ª/16ª giornata          | 4-3-2000 |
| ---------- | ------------------------ | -------- |
| 21-21      | Pressano - Buccinasco    | 16-16    |
| 23-28      | Udine - Malo             | 23-26    |
| 24-18      | Cassano Magnago - Merano | 30-27    |
| 27-20      | Conegliano - Padova      | 23-23    |
| 24-19      | Venezia - Vicenza        | 27-29    |
| 22-23      | Città Giardino - Eppan   | 21-31    |

| 18-12-1999 | 8ª/19ª giornata        | 25-3-2000 |
| ---------- | ---------------------- | --------- |
| 20-20      | Udine - Città Giardino | 27-26     |
| 18-27      | Buccinasco - Venezia   | 21-29     |
| 32-26      | Malo - Cassano Magnago | 24-21     |
| 13-15      | Padova - Pressano      | 22-13     |
| 25-20      | Eppan - Merano         | 21-30     |
| 25-25      | Vicenza - Conegliano   | 31-15     |

| 22-1-2000 | 11ª/22ª giornata         | 15-4-2000 |
| --------- | ------------------------ | --------- |
| 33-26     | Venezia - Città Giardino | 27-29     |
| 26-20     | Cassano Magnago - Udine  | 18-21     |
| 26-26     | Conegliano - Buccinasco  | 28-20     |
| 20-19     | Eppan - Vicenza          | 19-32     |
| 21-20     | Merano - Pressano        | 30-25     |
| 24-23     | Padova - Malo            | 27-32     |

| 13-11-1999 | 3ª/14ª giornata              | 19-2-2000 |
| ---------- | ---------------------------- | --------- |
| 22-19      | Cassano Magnago - Conegliano | 20-23     |
| 22-25      | Buccinasco - Malo            | 24-29     |
| 24-15      | Pressano - Eppan             | 18-18     |
| 17-19      | Udine - Vicenza              | 26-32     |
| 19-21      | Venezia - Merano             | 21-30     |
| 20-24      | Città Giardino - Padova      | 24-21     |

| 4-12-1999 | 6ª/17ª giornata          | 11-3-2000 |
| --------- | ------------------------ | --------- |
| 22-24     | Buccinasco - Udine       | 15-23     |
| 27-19     | Malo - Pressano          | 17-18     |
| 25-19     | Merano - Conegliano      | 27-29     |
| 18-18     | Padova - Venezia         | 22-20     |
| 29-24     | Vicenza - Città Giardino | 30-22     |
| 23-28     | Eppan - Cassano Magnago  | 23-27     |

| 8-1-2000 | 9ª/20ª giornata              | 1-4-2000 |
| -------- | ---------------------------- | -------- |
| 18-22    | Pressano - Città Giardino    | 21-21    |
| 30-23    | Padova - Eppan               | 26-27    |
| 21-15    | Venezia - Udine              | 22-28    |
| 25-14    | Cassano Magnago - Buccinasco | 20-21    |
| 25-32    | Conegliano - Malo            | 14-33    |
| 19-20    | Merano - Vicenza             | 21-24    |

### Classifica
|  | Pos. | Squadra              | Pt | G  | V  | N | S  | GF  | GS  | D   | Note                            |
|  | ---- | -------------------- | -- | -- | -- | - | -- | --- | --- | --- | ------------------------------- |
|  | 1.   | Malo                 | 51 | 22 | 17 | 0 | 5  | 587 | 490 | +97 | Promosso in Serie A2 2000-2001  |
|  | 2.   | Vicenza              | 44 | 22 | 14 | 2 | 6  | 537 | 482 | +55 | Promosso in Serie A2 2000-2001  |
|  | 3.   | Cassano Magnago      | 39 | 22 | 13 | 0 | 9  | 498 | 468 | +30 |                                 |
|  | 4.   | Cellini Padova (B)   | 38 | 22 | 12 | 2 | 8  | 506 | 471 | +35 |                                 |
|  | 5.   | CUS Venezia          | 37 | 22 | 12 | 1 | 9  | 515 | 497 | +18 |                                 |
|  | 6.   | CUS Udine            | 31 | 22 | 10 | 1 | 11 | 500 | 484 | +16 |                                 |
|  | 7.   | Black Devils         | 31 | 22 | 10 | 1 | 11 | 529 | 531 | -2  |                                 |
|  | 8.   | Eppan                | 29 | 22 | 9  | 2 | 11 | 472 | 507 | -35 |                                 |
|  | 9.   | Città Giardino       | 29 | 22 | 9  | 2 | 11 | 527 | 556 | -29 | Retrocesso in Serie C 2000-2001 |
|  | 10.  | Gridirion            | 24 | 22 | 7  | 3 | 12 | 498 | 542 | -44 | Retrocesso in Serie C 2000-2001 |
|  | 11.  | Pressano             | 22 | 22 | 6  | 4 | 12 | 427 | 472 | -45 | Retrocesso in Serie C 2000-2001 |
|  | 12.  | Pallamano Buccinasco | 9  | 22 | 1  | 6 | 15 | 447 | 543 | -96 | Retrocesso in Serie C 2000-2001 |

## Girone B

### Squadre partecipanti
| Club                    | Città                    | Palasport                | Sponsor | Stagione 1998-1999                        |
| ----------------------- | ------------------------ | ------------------------ | ------- | ----------------------------------------- |
| CUS Ancona              | Ancona                   | Pala Veneto              |         | 1ª in Serie C - Girone Marche             |
| Fiorentina              | Borgo San Lorenzo (FI)   | Palasport Gaddo Cipriani |         | 1ª in Serie C - Girone Toscana            |
| Marconi Jumpers         | Castelnovo di Sotto (RE) | Palasport di Castelnovo  |         | 6ª in Serie B - Girone B                  |
| Olimpic Massa Marittima | Massa                    | Palasport di Massa       |         | 8ª in Serie B - Girone B                  |
| Pallamano Formigine     | Formigine (MO)           | Palasport di Formigine   |         | 3ª in Serie B - Girone B                  |
| Modena (Squadra B)      | Modena                   | Pala Molza               |         | 1ª in Serie C - Poule Promozione Grione B |
| Parma                   | Parma                    | Pala Padovani            |         | 7ª in Serie B - Girone B                  |
| Prato (Squadra B)       | Prato                    | Pala Consiag             | Al.Pi.  | 5ª in Serie B - Girone B                  |
| Rapid Nonantola         | Nonantola (MO)           | Palestra Dante Alighieri |         | 4ª in Serie B - Girone B                  |
| Pallamano Rimini '72    | Rimini                   | Palasport Flaminio       |         | 1ª in Serie C - Emilia-Romagna            |
| San Benedetto           | San Benedetto (AP)       | Pala Speca               |         | 9ª in Serie B - Girone B (Ripescato)      |
| Casalgrande             | Casalgrande (RE)         | Pala Keope               |         | 13ª in Serie A2 - Girone A                |

### Risultati
| 30-10-1999 | 1ª/12ª giornata         | 5-2-2000 |
| ---------- | ----------------------- | -------- |
| 23-25      | Massa - Ancona          | 22-25    |
| 20-17      | Parma - Fiorentina      | 19-20    |
| 21-22      | Formigine - Rimini 1972 | 26-25    |
| 22-21      | Modena - Spallanzani    | 23-26    |
| 26-21      | Prato - San Benedetto   | 27-26    |
| 21-24      | Marconi - Nonantola     | 11-32    |

| 20-11-1999 | 4ª/15ª giornata        | 26-2-2000 |
| ---------- | ---------------------- | --------- |
| 22-15      | Modena - Parma         | 17-17     |
| 21-20      | Fiorentina - Marconi   | 24-22     |
| 22-19      | Nonantola - Formigine  | 17-17     |
| 26-25      | Rimini 1972 - Massa    | 24-30     |
| 20-18      | Spallanzani - Prato    | 18-22     |
| 22-23      | San Benedetto - Ancona | 16-21     |

| 11-12-1999 | 7ª/18ª giornata             | 18-3-2000 |
| ---------- | --------------------------- | --------- |
| 25-18      | Massa - Prato               | 29-30     |
| 16-16      | Parma - Formigine           | 17-23     |
| 26-23      | Maconi - Modena             | 17-29     |
| 30-27      | Spallanzani - San Benedetto | 28-27     |
| 28-27      | Ancona - Rimini 1972        | 23-25     |
| 18-13      | Fiorentina - Nonantola      | 23-25     |

| 15-1-2000 | 10ª/21ª giornata            | 8-4-2000 |
| --------- | --------------------------- | -------- |
| 38-25     | Massa - Marconi             | 20-35    |
| 18-27     | Parma - Ancona              | 11-33    |
| 24-19     | Prato - Fiorentina          | 26-26    |
| 26-25     | Rimini 1972 - San Benedetto | 32-39    |
| 22-21     | Formigine - Spallanzani     | 18-23    |
| 18-27     | Modena - Nonantola          | 18-22    |

| 6-11-1999 | 2ª/13ª giornata           | 12-2-2000 |
| --------- | ------------------------- | --------- |
| 32-19     | Ancona - Marconi          | 24-16     |
| 21-27     | Fiorentina - Massa        | 22-29     |
| 19-18     | Rimini 1972 - Modena      | 23-19     |
| 23-19     | San Benedetto - Formigine | 22-24     |
| 21-21     | Nonantola - Prato         | 22-17     |
| 25-12     | Spallanzani - Parma       | 18-15     |

| 27-11-1999 | 5ª/16ª giornata            | 4-3-2000 |
| ---------- | -------------------------- | -------- |
| 33-27      | Massa - Formigine          | 22-30    |
| 26-19      | Prato - Modena             | 21-22    |
| 30-26      | Ancona - Spallanzani       | 23-24    |
| 26-26      | Fiorentina - San Benedetto | 21-23    |
| 28-28      | Marconi - Rimini 1972      | 23-31    |
| 16-27      | Parma - Nonantola          | 12-24    |

| 18-12-1999 | 8ª/19ª giornata          | 25-3-2000 |
| ---------- | ------------------------ | --------- |
| 26-18      | Prato - Parma            | 26-18     |
| 19-21      | Formigine - Marconi      | 21-16     |
| 25-27      | Modena - Ancona          | 21-28     |
| 33-29      | San Benedetto - Massa    | 25-28     |
| 18-17      | Nonantola - Spallanzani  | 20-20     |
| 32-24      | Rimini 1972 - Fiorentina | 25-22     |

| 22-1-2000 | 11ª/22ª giornata        | 15-4-2000 |
| --------- | ----------------------- | --------- |
| 22-22     | Marconi - Parma         | 25-19     |
| 22-23     | Ancona - Prato          | 30-25     |
| 22-26     | Fiorentina - Formigine  | 18-21     |
| 25-22     | Nonantola - Rimini 1972 | 23-21     |
| 23-28     | Spallanzani - Massa     | 28-23     |
| 27-27     | San Benedetto - Modena  | 26-32     |

| 13-11-1999 | 3ª/14ª giornata       | 19-2-2000 |
| ---------- | --------------------- | --------- |
| 25-22      | Ancona - Fiorentina   | 30-25     |
| 25-25      | Formigine - Modena    | 21-30     |
| 24-18      | Massa - Nonantola     | 26-26     |
| 15-15      | Prato - Rimini 1972   | 18-18     |
| 21-25      | Marconi - Spallanzani | 14-20     |
| 17-22      | Parma - San Benedetto | 27-30     |

| 4-12-1999 | 6ª/17ª giornata          | 11-3-2000 |
| --------- | ------------------------ | --------- |
| 19-14     | Formigine - Prato        | 23-23     |
| 23-28     | Modena - Massa           | 18-22     |
| 23-22     | Spallanzani - Fiorentina | 18-25     |
| 38-25     | San Benedetto - Marconi  | 28-21     |
| 24-18     | Rimini 1972 - Parma      | 28-23     |
| 20-18     | Nonantola - Ancona       | 21-23     |

| 8-1-2000 | 9ª/20ª giornata           | 1-4-2000 |
| -------- | ------------------------- | -------- |
| 31-16    | Massa - Parma             | 19-19    |
| 24-31    | San Benedetto - Nonantola | 19-33    |
| 27-24    | Marconi - Prato           | 17-28    |
| 26-16    | Ancona - Formigine        | 24-26    |
| 19-19    | Fiorentina - Modena       | 26-26    |
| 18-19    | Spallanzani - Rimini 1972 | 26-29    |

### Classifica
|  | Pos. | Squadra                 | Pt | G  | V  | N | S  | GF  | GS  | D    | Note                            |
|  | ---- | ----------------------- | -- | -- | -- | - | -- | --- | --- | ---- | ------------------------------- |
|  | 1.   | CUS Ancona              | 51 | 22 | 17 | 0 | 5  | 567 | 473 | +94  | Promosso in Serie A2 2000-2001  |
|  | 2.   | Rapid Nonantola         | 49 | 22 | 15 | 4 | 3  | 511 | 425 | +86  |                                 |
|  | 3.   | Pallamano Rimini '72    | 42 | 22 | 13 | 3 | 6  | 541 | 517 | +24  |                                 |
|  | 4.   | Olimpic Massa Marittima | 38 | 22 | 12 | 2 | 8  | 581 | 537 | +44  |                                 |
|  | 5.   | Casalgrande             | 37 | 22 | 12 | 1 | 9  | 499 | 478 | +21  |                                 |
|  | 6.   | Prato (B)               | 35 | 22 | 10 | 5 | 7  | 497 | 473 | +24  |                                 |
|  | 7.   | Pallamano Formigine     | 34 | 22 | 10 | 4 | 8  | 479 | 482 | -3   |                                 |
|  | 8.   | San Benedetto           | 26 | 22 | 8  | 2 | 12 | 569 | 573 | -4   |                                 |
|  | 9.   | Modena (B)              | 23 | 22 | 6  | 5 | 11 | 496 | 509 | -13  | Retrocesso in Serie C 2000-2001 |
|  | 10.  | Fiorentina              | 19 | 22 | 5  | 4 | 13 | 483 | 519 | -36  | Retrocesso in Serie C 2000-2001 |
|  | 11.  | Marconi Jumpers         | 17 | 22 | 5  | 2 | 15 | 472 | 571 | -99  | Retrocesso in Serie C 2000-2001 |
|  | 12.  | Parma                   | 7  | 22 | 1  | 4 | 17 | 383 | 521 | -138 | Retrocesso in Serie C 2000-2001 |

## Girone C

### Squadre partecipanti
| Club                 | Città                      | Palasport                          | Sponsor | Stagione 1998-1999                        |
| -------------------- | -------------------------- | ---------------------------------- | ------- | ----------------------------------------- |
| Amatori Roma         | Roma                       | Palasport di Roma                  |         | 11ª in Serie A2 - Girone B                |
| ASC Marlyn           | Roma                       | Pala Ramise                        |         | -                                         |
| Atletica San Giorgio | San Giorgio a Cremano (NA) | Palasport di San Giorgio a Cremano |         | 1ª in Serie C - Poule Promozione Girone A |
| HC Benevento         | Benevento                  | Pala Sannio                        |         | 5ª in Serie B - Girone C                  |
| Scafati              | Scafati (SA)               | Pala Campioni d'Italia 83/84       |         | 9ª Serie B - Girone C (Ripescato)         |
| Jchnusa Sassari      | Sassari                    | Pala Santoru                       |         | 12ª in Serie A2 - Girone B                |
| ACLI Napoli          | Napoli                     | Pala Argento                       |         | 13ª in Serie A2 - Girone B                |
| Calabria             | Crotone                    | PalaKrò                            |         | 6ª in Serie B - Girone C                  |
| Ciampino 95          | Ciampino (RM)              | Pala Tarquini                      | Ardecò  | 7ª in Serie B - Girone C                  |
| HB Sassari           | Sassari                    | Pala Santoru                       |         | 1ª in Serie C - Girone Sardegna           |

### Risultati
| 30-10-1999 | 1ª/12ª giornata                        | 5-2-2000 |
| ---------- | -------------------------------------- | -------- |
| 15-20      | Scafati - Amatori Roma                 | nd       |
| 23-32      | San Giorgio - Jchnusa Sassari          | 16-35    |
| 21-24      | Marlyn Roma - Calabria                 | 17-23    |
| 23-23      | Ciampino - Napoli                      | 11-36    |
|            | Riposano: Sporting Sassari e Benevento |          |

| 20-11-1999 | 4ª/15ª giornata                     | 26-2-2000 |
| ---------- | ----------------------------------- | --------- |
| 20-19      | Marlyn Roma - San Giorgio           | 16-14     |
| 29-22      | Benevento - Sporting Sassari        | 17-21     |
| 34-21      | Calabria - Ciampino                 | 26-24     |
| 20-25      | Napoli - Amatori Roma               | 19-29     |
|            | Riposano: Jchnusa Sassari e Scafati |           |

| 11-12-1999 | 7ª/18ª giornata                      | 18-3-2000 |
| ---------- | ------------------------------------ | --------- |
| 25-22      | Scafati - Ciampino                   | nd        |
| 27-24      | San Giorgio - Sporting Sassari       | 20-29     |
| 24-21      | Calabria - Napoli                    | 24-30     |
| 30-27      | Jchnusa Sassari - Benevento          | 31-25     |
|            | Riposano: Marlyn Roma e Amatori Roma |           |

| 15-1-2000 | 10ª/21ª giornata            | 8-4-2000 |
| --------- | --------------------------- | -------- |
| 16-22     | San Giorgio - Amatori Roma  | 12-29    |
| 19-26     | Ciampino - Jchnusa Sassari  | 17-32    |
| 21-21     | Sporting Sassari - Calabria | 15-31    |
| 24-25     | Marlyn Roma - Benevento     | 22-31    |
|           | Riposano: Napoli e Scafati  |          |

| 6-11-1999 | 2ª/13ª giornata                      | 12-2-2000 |
| --------- | ------------------------------------ | --------- |
| 29-16     | Jchnusa Sassari - Scafati            | nd        |
| 20-14     | Napoli - Sporting Sassari            | 23-25     |
| 29-19     | Benevento - Ciampino                 | 20-21     |
| 28-11     | Calabria - San Giorgio               | 25-21     |
|           | Riposano: Amatori Roma e Marlyn Roma |           |

| 27-11-1999 | 5ª/16ª giornata            | 4-3-2000 |
| ---------- | -------------------------- | -------- |
| 25-28      | Scafati - Sporting Sassari | nd       |
| 30-21      | Ciampino - Marlyn Roma     | 19-19    |
| 31-18      | Amatori Roma - Calabria    | 20-19    |
| 42-22      | Jchnusa Sassari - Napoli   | 29-17    |
| 28-32      | San Giorgio - Benevento    | 20-25    |

| 18-12-1999 | 8ª/19ª giornata                              | 25-3-2000 |
| ---------- | -------------------------------------------- | --------- |
| 29-16      | Ciampino - San Giorgio                       | 18-17     |
| 18-22      | Marlyn Roma - Amatori Roma                   | 17-30     |
| 5-0        | Napoli - Scafati                             | nd        |
| 27-26      | Benevento - Calabria                         | 25-28     |
|            | Riposano: Sporting Sassari e Jchnusa Sassari |           |

| 22-1-2000 | 11ª/22ª giornata                   | 15-4-2000 |
| --------- | ---------------------------------- | --------- |
| 28-23     | Amatori Roma - Ciampino            | 31-24     |
| 32-20     | Jchnusa Sassari - Sporting Sassari | 32-21     |
| 20-19     | Napoli - Marlyn Roma               | 17-18     |
| nd        | Calabira - Scafati                 | nd        |
|           | Riposano: San Giorgio e Benevento  |           |

| 13-11-1999 | 3ª/14ª giornata                | 19-2-2000 |
| ---------- | ------------------------------ | --------- |
| 25-32      | Amatori Roma - Jchnusa Sassari | 17-18     |
| 23-19      | Sporting Sassari - Marlyn Roma | 17-23     |
| 14-29      | Scafati - Benevento            | nd        |
| 16-21      | San Giorgio - Napoli           | 14-14     |
|            | Riposano: Ciampino e Calabria  |           |

| 4-12-1999 | 6ª/17ª giornata                | 11-3-2000 |
| --------- | ------------------------------ | --------- |
| 28-25     | Sporting Sassari - Ciampino    | 21-37     |
| 25-14     | Marlyn Roma - Scafati          | nd        |
| 23-20     | Calabria - Jchnusa Sassari     | 20-34     |
| 20-21     | Benevento - Amatori Roma       | 22-30     |
|           | Riposano: San Giorgio e Napoli |           |

| 8-1-2000 | 9ª/20ª giornata                 | 1-4-2000 |
| -------- | ------------------------------- | -------- |
| 17-23    | Napoli - Benevento              | 24-32    |
| 32-15    | Amatori Roma - Sporting Sassari | 25-19    |
| 30-15    | Jchnusa Sassari - Marlyn Roma   | 34-22    |
| nd       | Scafati - San Giorgio           | nd       |
|          | Riposano: Ciampino e Calabria   |          |

### Classifica
|  | Pos. | Squadra              | Pt | G  | V  | N | S  | GF  | GS  | D    | Note                                       |
|  | ---- | -------------------- | -- | -- | -- | - | -- | --- | --- | ---- | ------------------------------------------ |
|  | 1.   | Jchnusa Sassari      | 45 | 16 | 15 | 0 | 1  | 489 | 329 | +160 | Promosso in Serie A2 2000-2001             |
|  | 2.   | Amatori Roma         | 42 | 16 | 14 | 0 | 2  | 417 | 312 | +105 | Promosso in Serie A2 2000-2001             |
|  | 3.   | Calabria             | 31 | 16 | 10 | 1 | 5  | 394 | 359 | +35  |                                            |
|  | 4.   | HC Benevento         | 27 | 16 | 9  | 0 | 7  | 409 | 384 | +25  |                                            |
|  | 5.   | ACLI Napoli          | 17 | 16 | 5  | 2 | 9  | 344 | 368 | -24  |                                            |
|  | 6.   | Ciampino 95          | 17 | 16 | 5  | 2 | 9  | 360 | 407 | -47  |                                            |
|  | 7.   | HB Sassari           | 16 | 16 | 5  | 1 | 10 | 335 | 413 | -78  |                                            |
|  | 8.   | ASC Marlyn           | 13 | 16 | 4  | 1 | 11 | 311 | 378 | -67  |                                            |
|  | 9.   | Atletica San Giorgio | 4  | 16 | 1  | 1 | 14 | 290 | 399 | -109 | Retrocesso in Serie C 2000-2001            |
|  | 10.  | Scafati              | 0  | 0  | 0  | 0 | 0  | 0   | 0   | 0    | Retrocesso in Serie C 2000-2001 (Ritirata) |

## Girone D

### Squadre partecipanti
| Club                  | Città             | Palasport                  | Sponsor | Stagione 1998-1999                                 |
| --------------------- | ----------------- | -------------------------- | ------- | -------------------------------------------------- |
| Albatro Siracusa      | Siracusa          | Pala Lo Bello              |         | 7ª in Serie B - Girone D                           |
| CUS Catania           | Catania           | Cittadella Universitaria   |         | 2ª in Serie C - Girone C della Sicilia (Ripescato) |
| Il Giovinetto Marsala | Marsala (TP)      | Pala Bellina               |         | 4ª in Serie C - Girone A della Sicilia (Ripescato) |
| Pallamano Aurora      | Trapani           | Palestra Salvatore Cottone |         | 4ª in Serie B - Girone D                           |
| Haenna (Squadra B)    | Enna              | Palasport di Enna          |         | 12ª in Serie B - Girone D (Ripescata)              |
| Pallamano Lineri      | Misterbianco (CT) | Palasport di Misterbianco  |         | 10ª in Serie B - Girone D (Ripescata)              |
| Paradiso Messina      | Messina           | Palestra Montepiselli      |         | 1ª in Serie C - Girone C della Sicilia             |
| PGS Ranchibile        | Palermo           | PalaUditore                |         | 9ª in Serie B - Girone D (Ripescata)               |
| Forte Gonzaga         | Messina           | Palestra Montepiselli      |         | 6ª in Serie C - Girone C della Sicilia (Ripescato) |
| Puntese               | San Giovanni (CT) | Palasport di San Giovanni  |         | 3ª in Serie B - Girone D                           |
| Scicli                | Scicli (RG)       | Palasport di Scicli        |         | 1ª in Serie C - Girone D della Sicilia             |
| Regalbuto             | Regalbuto (EN)    | Pala Giovanni Paolo II     |         | 6ª in Serie B - Girone D                           |

### Risultati
| 30-10-1999 | 1ª/12ª giornata          | 5-2-2000 |
| ---------- | ------------------------ | -------- |
| 23-22      | Paradiso - Haenna        | 23-34    |
| 24-18      | Puntese - Albatro        | 29-20    |
| 25-16      | Regalbuto - Catania      | 26-22    |
| 26-16      | PGS Don Bosco - Scicli   | 33-27    |
| 41-6       | Lineri - Forte e Gonzaga | 29-9     |
| 23-27      | Aurora - Marsala         | 19-24    |

| 20-11-1999 | 4ª/15ª giornata             | 26-2-2000 |
| ---------- | --------------------------- | --------- |
| 25-21      | Albatro - Lineri            | 30-30     |
| 9-35       | Forte e Gonzaga - Regalbuto | 15-50     |
| 20-21      | Catania - Paradiso          | 23-14     |
| 27-20      | Marsala - PGS Don Bosco     | 35-28     |
| 25-20      | Scicli - Haenna             | 24-26     |
| 14-24      | Aurora - Puntese            | 18-25     |

| 11-12-1999 | 7ª/18ª giornata           | 18-3-2000 |
| ---------- | ------------------------- | --------- |
| 27-26      | Paradiso - PGS Don Bosco  | 20-24     |
| 23-23      | Puntese - Regalbuto       | 24-24     |
| 25-20      | Marsala - Scicli          | 29-18     |
| 27-25      | Haenna - Catania          | 20-21     |
| 40-10      | Albatro - Forte e Gonzaga | 44-15     |
| 27-26      | Lineri - Aurora           | 22-26     |

| 15-1-2000 | 10ª/21ª giornata         | 8-4-2000 |
| --------- | ------------------------ | -------- |
| 26-26     | Paradiso - Lineri        | 26-33    |
| 30-21     | Puntese - Haenna         | 35-18    |
| 28-27     | PGS Don Bosco - Albatro  | 31-27    |
| 28-24     | Catania - Scicli         | 28-25    |
| 22-19     | Regalbuto - Marsala      | 32-23    |
| 39-10     | Aurora - Forte e Gonzaga | 28-13    |

| 6-11-1999 | 2ª/13ª giornata                 | 12-2-2000 |
| --------- | ------------------------------- | --------- |
| 22-24     | Haenna - Lineri                 | 20-29     |
| 25-24     | Albatro - Paradiso              | 27-28     |
| 21-31     | Scicli - Regalbuto              | 22-27     |
| 11-26     | Forte e Gonzaga - PGS Don Bosco | 20-44     |
| 23-24     | Marsala - Puntese               | 18-26     |
| 28-24     | Catania - Aurora                | 15-15     |

| 27-11-1999 | 5ª/16ª giornata           | 4-3-2000 |
| ---------- | ------------------------- | -------- |
| 21-26      | Paradiso - Regalbuto      | 25-38    |
| 18-24      | Haenna - Marsala          | 23-29    |
| 31-22      | Albatro - Scicli          | 26-22    |
| 20-13      | Lineri - Catania          | 19-23    |
| 41-14      | Puntese - Forte e Gonzaga | 39-8     |
| 23-18      | PGS Don Bosco - Aurora    | 28-32    |

| 18-12-1999 | 8ª/19ª giornata           | 25-3-2000 |
| ---------- | ------------------------- | --------- |
| 16-30      | PGS Don Bosco - Puntese   | 18-25     |
| 29-25      | Regalbuto - Lineri        | 42-19     |
| 20-21      | Scicli - Psradiso         | 15-29     |
| 12-36      | Forte e Gonzaga - Marsala | 11-54     |
| 25-21      | Catania - Albatro         | 21-35     |
| 30-28      | Haenna - Aurora           | 19-29     |

| 22-1-2000 | 11ª/22ª giornata          | 15-4-2000 |
| --------- | ------------------------- | --------- |
| 20-25     | Lineri - Puntese          | 18-36     |
| 25-25     | Haenna - PGS Don Bosco    | 29-30     |
| 23-34     | Albatro - Regalbuto       | 31-35     |
| 11-37     | Forte e Gonzaga - Catania | 16-57     |
| 32-22     | Marsala - Paradiso        | 17-26     |
| 16-17     | Scicli - Aurora           | 18-29     |

| 13-11-1999 | 3ª/14ª giornata            | 19-2-2000 |
| ---------- | -------------------------- | --------- |
| 33-24      | Haenna - Albatro           | 18-31     |
| 26-8       | Paradiso - Forte e Gonzaga | 34-13     |
| 21-28      | PGS Don Bosco - Catania    | 23-24     |
| 22-29      | Lineri - Marsala           | 22-25     |
| 42-12      | Puntese - Scicli           | 27-18     |
| 33-20      | Regalbuto - Aurora         | 10-34     |

| 4-12-1999 | 6ª/17ª giornata           | 11-3-2000 |
| --------- | ------------------------- | --------- |
| 29-16     | Regalbuto - PGS Don Bosco | 29-23     |
| 31-19     | Marsala - Albatro         | 32-23     |
| 28-25     | Scicli - Lineri           | 18-22     |
| 22-31     | Catania - Puntese         | 22-26     |
| 13-27     | Forte e Gonzaga - Haenna  | 6-32      |
| 34-19     | Aurora - Paradiso         | 20-18     |

| 8-1-2000 | 9ª/20ª giornata          | 1-4-2000 |
| -------- | ------------------------ | -------- |
| 10-26    | Paradiso - Puntrese      | 22-34    |
| 32-11    | Scicli - Forte e Gonzaga | 31-12    |
| 19-11    | Lineri - PGS Don Bosco   | 23-37    |
| 21-24    | Haenna - Regalbuto       | 16-42    |
| 34-23    | Marsala - Catania        | 28-23    |
| 5-0      | Albatro - Aurora         | 30-31    |

### Classifica
|  | Pos. | Squadra               | Pt | G  | V  | N | S  | GF  | GS  | D    | Note                            |
|  | ---- | --------------------- | -- | -- | -- | - | -- | --- | --- | ---- | ------------------------------- |
|  | 1.   | Puntese               | 62 | 22 | 20 | 2 | 0  | 646 | 397 | +249 | Promosso in Serie A2 2000-2001  |
|  | 2.   | Regalbuto             | 59 | 22 | 19 | 2 | 1  | 666 | 468 | +198 |                                 |
|  | 3.   | Il Giovinetto Marsala | 51 | 22 | 17 | 0 | 5  | 621 | 476 | +145 |                                 |
|  | 4.   | Pallamano Aurora      | 34 | 22 | 11 | 1 | 10 | 524 | 464 | +60  |                                 |
|  | 5.   | CUS Catania           | 34 | 22 | 11 | 1 | 10 | 544 | 506 | +38  |                                 |
|  | 6.   | PGS Ranchibile        | 34 | 22 | 11 | 1 | 10 | 568 | 548 | +20  |                                 |
|  | 7.   | Albatro Siracusa      | 28 | 22 | 9  | 1 | 12 | 582 | 544 | +38  |                                 |
|  | 8.   | Paradiso Messina      | 28 | 22 | 9  | 1 | 12 | 505 | 543 | -38  |                                 |
|  | 9.   | Pallamano Lineri      | 26 | 22 | 8  | 2 | 12 | 536 | 543 | -7   | Retrocesso in Serie C 2000-2001 |
|  | 10.  | Haenna (B)            | 22 | 22 | 7  | 1 | 14 | 523 | 564 | -41  | Retrocesso in Serie C 2000-2001 |
|  | 11.  | Scicli                | 12 | 22 | 4  | 0 | 18 | 474 | 565 | -91  | Retrocesso in Serie C 2000-2001 |
|  | 12.  | Forte Gonzaga         | 0  | 22 | 0  | 0 | 22 | 253 | 824 | -571 | Retrocesso in Serie C 2000-2001 |

## Play off promozione
| Squadra 1 | Squadra 2       | Andata                    | Ritorno                  | Totale  |
| --------- | --------------- | ------------------------- | ------------------------ | ------- |
| Vicenza   | Rapid Nonantola | Vicenza, 29 aprile 2000   | Nonantola, 6 maggio 2000 | 40 - 35 |
| Vicenza   | Rapid Nonantola | 24 - 16                   | 16 - 19                  | 40 - 35 |
| Regalbuto | Amatori Roma    | Regalbuto, 29 aprile 2000 | Roma, 6 maggio 2000      | 46 - 46 |
| Regalbuto | Amatori Roma    | 24 - 23                   | 22 - 23                  | 46 - 46 |